# Blood for Poppies
"Blood for Poppies" to piosenka alternatywno-rockowa stworzona na piąty album studyjny amerykańskiego zespołu Garbage pt. Not Your Kind of People (2012). Wyprodukowany przez Garbage, utwór wydany został jako inauguracyjny singel promujący krążek dnia 26 marca 2012 roku.

## Listy utworów i formaty singla
Amerykański 7" vinyl (Record Store Day Edition)
1. "Blood for Poppies" – 3:40
2. "Blood for Poppies" (Heads Down Here We Come Remix)

Australijski digital download
1. "Blood for Poppies" – 3:40